# Caudron C.714

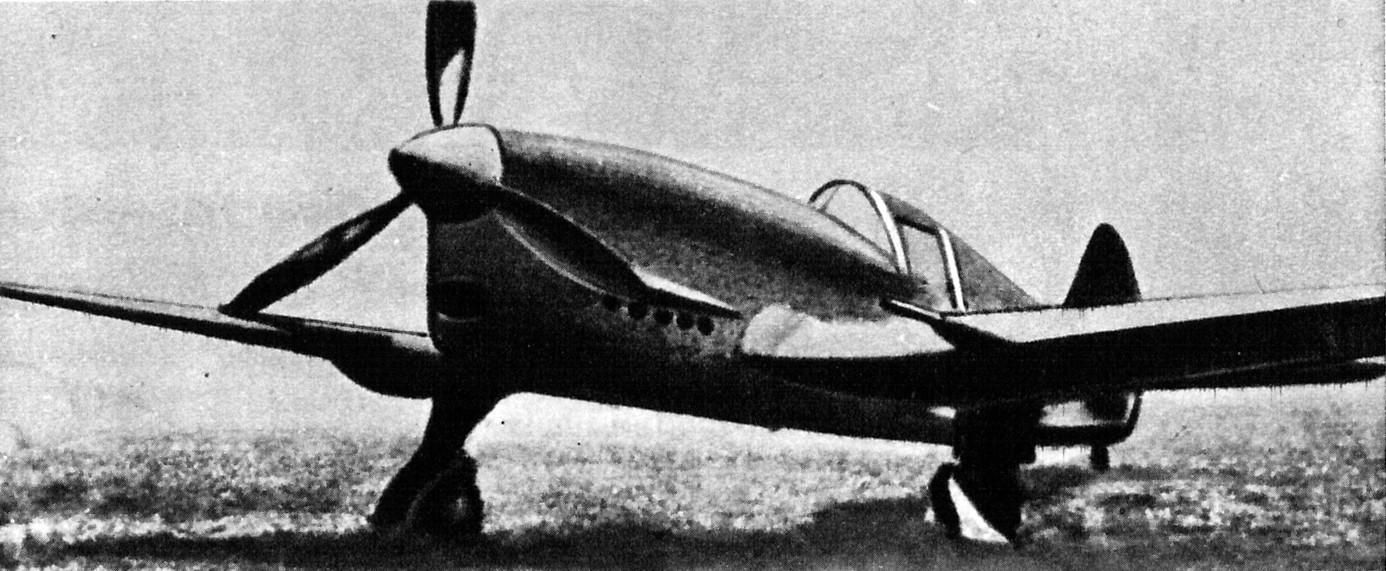
Caudron C.713

Кодрон C.714 (фр. Caudron C.714) — одноместный деревянный французский истребитель Второй мировой войны, разработан в конструкторском бюро фирмы «Сосьете де авьон Кодрон» под руководством М. Риффара. Серийно производился на заводе фирмы «Рено» в Париже с июня 1939 по февраль 1940 года. Всего изготовлено около 90 самолётов.

## Тактико-технические характеристики
Приведённые ниже характеристики соответствуют модификации C.714:
Источник данных: «Уголок неба»

Технические характеристики
- Экипаж: 1 пилот
- Длина: 8,53 м
- Размах крыла: 8,97 м
- Высота: 2,87 м
- Площадь крыла: 12,5 м²
- Масса пустого: 1400 кг
- Нормальная взлётная масса: 1750 кг
- Силовая установка: 1 × жидкостный Renault 12R 03
- Мощность двигателей: 1 × 500 л.с. (1 × 373 кВт)

Лётные характеристики
- Максимальная скорость: 485 км/ч
- Крейсерская скорость: 320 км/ч
- Практическая дальность: 900 км
- Практический потолок: 9100 м
- Нагрузка на крыло: 140 кг/м² (расч.)
- Тяговооружённость: 213 Вт/кг (расч.)

Вооружение
- Стрелково-пушечное: 4 × 7,5 мм пулемёта MAC 1934

## Эксплуатация и боевое применение
- Франция — На вооружение ВВС Франции самолёт поступил осенью 1939 года. Истребители применялись в мае 1940 во время Битвы за Францию в районах Руана и Друа. Сняты с вооружения в июле 1940 года.
- Финляндия — шесть истребителей отправлены из Франции в 1939 году и получены в 1940 году[1]